# Tobrilus allophysis
Tobrilus allophysis är en rundmaskart som först beskrevs av Steiner 1919. Enligt Catalogue of Life ingår Tobrilus allophysis i släktet Tobrilus och familjen Tripylidae, men enligt Dyntaxa är tillhörigheten istället släktet Tobrilus och familjen Tripyloididae. Arten är reproducerande i Sverige. Inga underarter finns listade i Catalogue of Life.